# Ápeiron
Ápeiron (ἄπειρον) é uma palavra grego que significa ilimitado, infinito ou indefinido que advém de ἀ- a-, "sem" e πεῖραρ peirar, "fim, limite", forma do Grego jónico de πέρας peras, "fim, limite, fronteira".
O ápeiron é central na teoria cosmológica criada por Anaximandro, no século VI a.C. A obra de Anaximandro foi praticamente toda perdida. Dos fragmentos existentes, aprendemos que ele acreditava que a realidade última, a arché, é eterna e infinita, ou sem fronteiras (ápeiron), não sujeito a idade ou desintegração, e de onde provém sempre novo material do qual tudo o que percebemos é derivado. O ápeiron gerou os opostos, quente-frio, seco-molhado, etc., que actuaram na criação do mundo. Tudo é gerado a partir do ápeiron e então é aí destruído conforme a necessidade. Anaximandro também acreditava que infinitos mundos são criados do ápeiron e aí destruídos posteriormente.
As duas ideias foram influenciadas pela tradição da mitologia grega e pelo seu antecessor Tales de Mileto. Anaximandro, tentando descobrir algum princípio universal assumiu, como a religião tradicional, que haveria uma ordem cósmica e tentou explicar isso de maneira racional, usando linguagem mitológica antiga que admitia controlo divino das várias esferas da realidade. Essa linguagem era mais apropriada para uma sociedade que se habituara a ver deuses em tudo à sua volta, assim as primeiras leis da natureza eram elas próprias derivadas das leis divinas. A palavra nomos (lei) teria inicialmente significado lei natural e posteriormente para referir leis feitas pelos seres humanos, e assim os gregos acreditavam que os princípios universais também poderiam ser aplicados às sociedades humanas.
A filosofia grega entrou num nível mais alto de abstracção, adoptando o ápeiron como origem de todas as coisas, por ser algo indefinido. Isto é uma transição adicional a partir do modo de pensamento anterior, fundamentalmente mitológico, para um novo modo de pensamento racional, principal característica do período grego arcaico, entre os séculos VIII e VI a.C. Este modo de pensamento foi resultado de novas condições políticas das cidades-estado gregas durante o século VI a.C.